# Psilactis brevilingulata
Psilactis brevilingulata là một loài thực vật có hoa trong họ Cúc. Loài này được Sch.Bip. ex Hemsl. miêu tả khoa học đầu tiên năm 1879.